# Кляйнріндерфельд
Кляйнріндерфельд (нім. Kleinrinderfeld) — громада в Німеччині, розташована в землі Баварія. Підпорядковується адміністративному округу Нижня Франконія. Входить до складу району Вюрцбург.
Площа — 7,74 км2. Населення становить 2081 ос. (станом на 31 грудня 2020).